# Gordon Wolf
Gordon Wolf (ur. 17 stycznia 1990) – niemiecki lekkoatleta specjalizujący się w rzucie dyskiem i pchnięciu kulą.
Mistrz świata juniorów w rzucie dyskiem z Bydgoszczy (2008). Rok wcześniej w Ostrawie zajął 4. miejsce, w tej samej konkurencji, podczas  mistrzostw świata juniorów młodszych. Srebrny medalista mistrzostw Europy juniorów (Nowy Sad 2009). Startuje także w konkursach pchnięcia kulą.

## Rekordy życiowe
- rzut dyskiem (1,750 kg) – 66,45 (2009) juniorski rekord Niemiec
- rzut dyskiem (2 kg) – 62,16 (2010)